# Geronci d'Hagetmau
|  | Per a altres significats, vegeu «Geronci». |

Geronci, en francès Girons (Cartago, Àfrica o Síria, segle V - Hagetmau, Landes, Aquitània, final del segle V) fou un religiós tardoromà, evangelitzador, amb Sant Sever de les Landes i altres companys, de la regió de la Novempopulània, amb Clar d'Aquitània, Justí de Tarbes, Bàbil, Policarp i Joan.

## Biografia
Segons la tradició, partí de Cartago o Síria cap a Jerusalem amb els seus companys Sever, Justí, Clar, Bàbil, Joan i Policarp. Des d'allí, marxaren a Roma, on foren deixebles del Papa. Aquest, veient-los dignes i preparats, els ordenà sacerdots i els envià a evangelitzar la Novempopulània, on els visigots arrians perseguien els catòlics. Sever fou designat com a cap de l'expedició, i Clar fou nomenat bisbe de la regió.

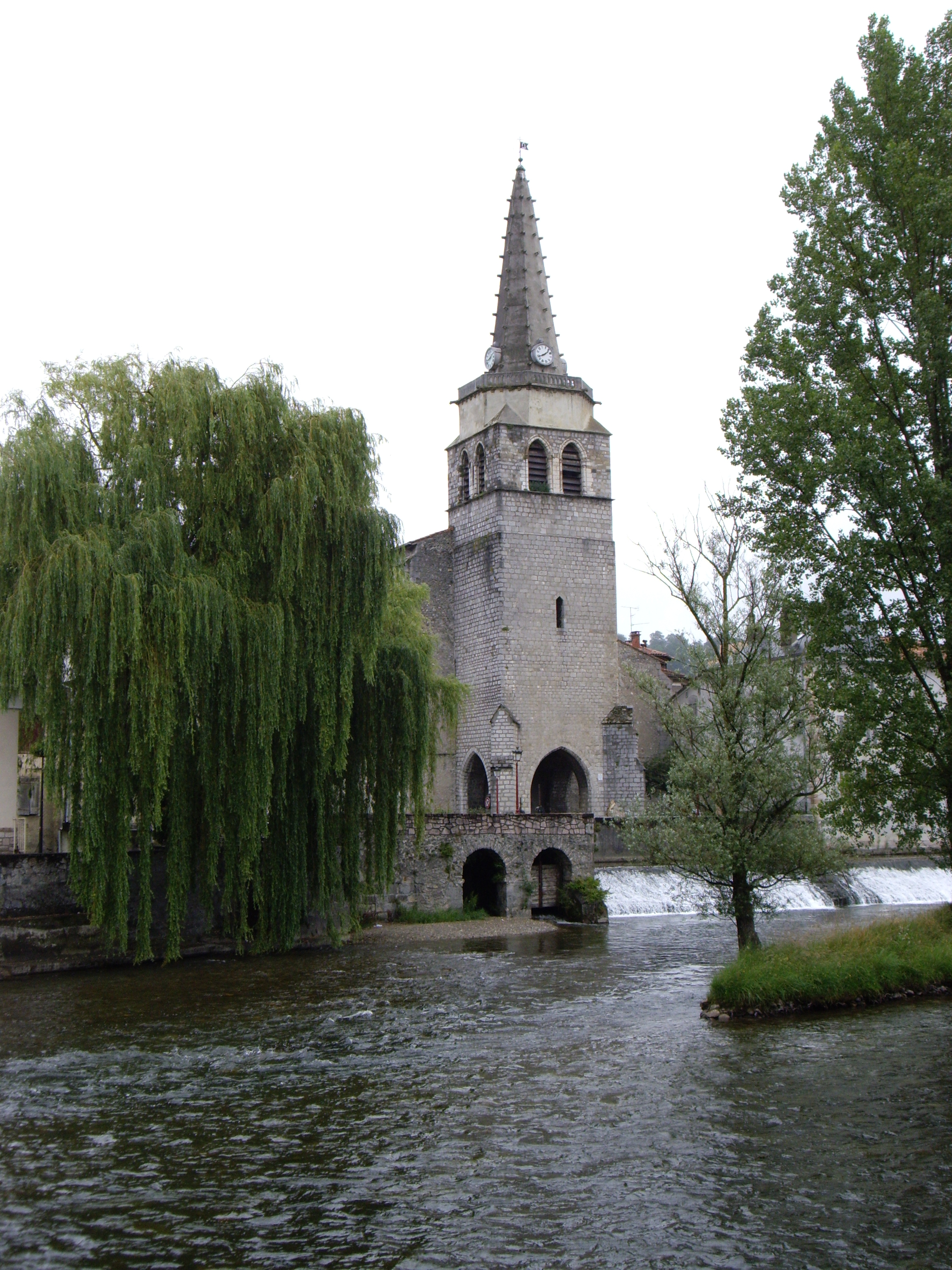
Església de Sent Gironç (Arieja), on hi ha les relíquies del sant.

Tots set embarcaren i arribaren al port d'Agde (Narbonès) i marxaren fins a Tolosa de Llenguadoc, on se separaren: Clar anà al nord, Sever a l'oest i Geronci al sud. Geronci predicà a la regió de l'Ador (sud de les Landes). En saber que Sever havia mort, va esdevenir el cap de la missió i va retre homenatge al màrtir. Aviat, ell mateix fou atacat i, ferit, morí trenta dies després del seu martiri prop d'Hagetmau.

## Veneració
Les seves restes foren venerades a la cripta de Saint-Girons de l'abadia del mateix nom del segle xii (Hagetmau, Landes). La tomba esdevingué una etapa important de la via de Llemotges del Camí de Sant Jaume. Les relíquies es portaren al poble que prengué el nom de Sent Gironç, a l'Arieja (Migdia Pirineus, diòcesi de Pàmies).
Ha tingut una forta veneració a les diòcesis de Dax i Aira (Landes) i el Coserans, on diversos topònims porten el nom occità Sent Geronç o el francès Saint-Girons.